# Mia Schmidt
Mia Schmidt (* 5. Januar 1952 in Dresden) ist eine deutsche Komponistin.

## Leben
Sie erhielt Unterricht in Klavier, Orgel und Musiktheorie. Nach dem Abitur studierte sie zunächst Pädagogik, Psychologie und Soziologie an der LMU München, wechselte dann an die Fachhochschule für Sozialwesen und machte 1977 ihr Diplom in Sozialpädagogik. Es folgte das Studium der Musikwissenschaft und der Empirischen Kulturwissenschaft an der Universität Tübingen mit dem Abschluss Magister 1986. Anschließend unternahm sie Kompositionsstudien bei Milko Kelemen in Stuttgart sowie bei Brian Ferneyhough, Klaus Huber und Mesias Maiguashca (elektronische Musik) an der Hochschule für Musik Freiburg und machte 1989 ihren Abschluss im Fach Komposition. Während des Studiums und danach arbeitete sie im sozialpädagogischen Bereich, an Musikschulen und hatte einen Lehrauftrag an der Musikhochschule. 1988 wurde ihre Tochter geboren.
Mia Schmidt ist seit 2006 mit dem Komponisten Wolfgang Motz verheiratet. Sie ist u. a. Mitglied im Arbeitskreis Frau und Musik (1987/1988 auch im Vorstand), in der GEDOK Freiburg, Fachbeirätin Musik, der IFK, der GNM.

## Werk
Beeinflusst durch den Besuch der Darmstädter Ferienkurse für Neue Musik interessierte sie sich für die Komposition mit Spektren, zunächst für die Spektren der gesprochenen Sprache; danach für selektierte Spektren, die sich aus den Intervallen ableiten lassen. Diese werden akkordisch und als Modi verwendet. Dabei bezieht sie Vierteltöne und klangfarblich variierte Töne in die Komposition ein. Ihr Interesse an Fragestellungen des Feminismus durchzieht ihr Schaffen gleichermaßen wie Fragen der Ästhetik oder der Psychologie.
Einen wichtigen Teil ihres kompositorischen Werkes nimmt das Opernschaffen ein mit der Operntrilogie „Todesarten“ auf Romane und Fragmente von Ingeborg Bachmann ein. „Requiem für Fanny Goldmann“ und „Der Fall Franza“ wurden in Graz aufgeführt. Mia Schmidt hat immer wieder auch für Laien komponiert, auch für Kinder entstanden zwei Werke für Musiktheater, „Der verzauberte Zauberer“ und „Pezzettino“, eine Geschichte in Musik. Bei beiden Werken können Kinder mitwirken.
Ihr Œuvre umfasst neben dem Musiktheater die Gattungen Kammermusik, Orchestermusik, elektronische Werke, Klanginstallationen und Filmmusik.

## Auszeichnungen und Stipendien
- Forum junger Komponisten, Köln 1985
- VIII. Internationaler Kompositionswettbewerb der GEDOK, Mannheim 1985
- Premio Europa, Rom 1985, 1. Preis in der Kategorie Kammermusik
- Förderpreis für das Musikprotokoll des Steirischen Herbstes, Graz 1986
- IRINO – Preis für Kammermusik, Tokyo 1987, 1. Preis
- Forum junger Komponisten, Köln 1992
- Erster Internationaler Kompositionswettbewerb des Schweizer Frauenmusik-Forums, Bern 1992, 2. Preis
- Johann-Joseph-Fux-Musikpreis des Landes Steiermark, 1998, 1. Preis;
- Johann-Josef-Fux-Opernkompositionswettbewerb des Landes Steiermark, 2000, 2. Preis
- Projektpreis der GEDOK Freiburg, 2015
- Rosenberg-Stiftung, 1985
- Heinrich-Strobel-Stiftung des Südwestrundfunks 1995, 1999 und 2001
- Johann-Joseph-Fux-Kompositionsstipendium 1997, 1999, 2002, 2003

## Werke
Bühne
- Pezzettino – Eine Geschichte mit Musik für kleine und große Kinder, nach der gleichnamigen Geschichte von Leo Lionni, 2010
- Der verzauberte Zauberer – nach dem Kinderbuch „So eine lange Nase“ von Lukas Hartmann, 2009
- Malina – nach dem gleichnamigen Roman von Ingeborg Bachmann
- Der Fall Franza – nach einem Romanfragment von Ingeborg Bachmann, 2000/2004

Uraufführung an der Kunst-Uni Graz 2004,
- Requiem für Fanny Goldmann – nach einem Romanfragment von Ingeborg Bachmann, 1998

Uraufführung an der Kunst-Uni Graz,
Orchester, Ensemble
- Einklang Mehrklang Cluster Improvisationskonzept mit freien und fixierten Teilen, für 2 (Laien-)Blasorchester und ein Ensemble der zeitgenössischen  Musik 2008/2009
- Vom Lichte her kommend Konzert für Harfe und Orchester, 2006/2008
- Traumsequenz– für Ensemble, 2001
- Abendständchen– für kleines Orchester, Solo-Kontrabaß und Tabla/Bayan, 1991

Chor / Vokalensemble
- Mein Herz / Heartbeat für Frauenchor, nach Gedichten von Forugh Farrochzad und Seraphina Eichhorn, 2014/2015
- Matière für gemischten Chor, nach einem Gedicht von Wolfgang Hilbig, 2014
- - ihre Geschichte – für vier Frauenstimmen (live oder Tonband) und Sprecherin, nach Texten von Christa Reinig und eigenen Texten, 1985

Kammermusik
- Clori für Sopran und Fagott, 2017
- Melancholie Blütenpracht  2 Stücke für Oboe und Klavier, 2012/2014
- Ach wie flüchtig für Orgel und Schlagzeug (Vibrafon, Klangschalen auf Trommel), 2013
- Sternenstaub für mikrointervallische Trompete  (19-Ton-Trompete) und Schlagzeug, 2010/11
- Lettres für Streichtrio, 2003/2012
- Morgenröte für Oboe und Klavier, 2006, für Oboe und Violoncello, 2007
- Abschied  I und II für Bläserquintett und 2 Metallplatten, 1994/95
- 5 Stücke für Bläserquintett und Kontrabass, 1992
- Vollmond für Alt, Flöte (sol / piccolo) und Fagott, nach einem Gedicht von Else Lasker-Schüler, 1986
- Mondwein für Streichquartett, 1985
- Ende des Jahres für Mezzosopran, Alt, Flöte, Violine, Violoncello und Klavier, nach einem Gedicht von Sarah Kirsch, 1984/85

Solowerke
- Allegretto allegato für Klavier (leicht präpariert), 2018
- JacoRanas für Marimbafon, 2018
- Klage und Antwort für Euphonium, 2017
- Für Fanny für Klavier und Zuspielband, 1990/2016
- fremd für Fagott, 2013
- A deux mains für Klavier, 2000/2013
- Fantasie I und II für Harfe, 2003
- Roter Mohn für Soloposaune, 1983/84

Werke für oder mit Elektronik
- Aï∂a ∂omi für Tonband, nach einem Gedicht von Sappho, 1995
- a rose is a rose für Tonband 1988

Klanginstallationen
- Lampen Hören  Klangkonzept (Klangband und Improvisation) für ein spartenübergreifendes Projekt der GEDOK, 2015
- Notte–Alba Quadrophone Klanginstallation zusammen mit Wolfgang Motz, 2015
- Die Jahreszeiten  Quadrophone Klanginstallation zusammen mit Wolfgang Motz, 2012